# Roy Jans
Pour les articles homonymes, voir Jans (homonymie).
Roy Jans, né le 15 septembre 1990 à Bilzen, est un coureur cycliste belge, professionnel de 2013 à 2021.

## Biographie
Roy Jans naît le 15 septembre 1990 à Bilzen en Belgique.
Recruté en 2012 par l'équipe continentale An Post-Sean Kelly, il se révèle durant cette saison, notamment en remportant la Course des chats à Ypres et en prenant la troisième place du championnat de Belgique sur route espoirs. Avec l'équipe nationale belge, il est sixième du championnat d'Europe sur route espoirs.
En 2013, Roy Jans devient professionnel au sein de l'équipe Accent Jobs-Wanty devenue Wanty-Groupe Gobert l'année suivante et dans laquelle il reste pendant quatre saisons.
En 2014, il commence sa saison par une victoire lors de la troisième étape de la Tropicale Amissa Bongo, son premier succès chez les professionnels. Il obtient ensuite d'autres résultats importants comme sa deuxième place sur le championnat de Belgique et sa victoire au sprint à la Gooikse Pijl. Il termine également cinquième de la Brussels Cycling Classic en septembre et quatrième sur Paris-Tours en octobre. Il est un des sprinteurs belges attendus dans le futur. En cours de saison, le contrat qui le lie à son équipe est prolongé jusqu'à 2016.
En début d'année 2015, Roy Jans gagne au sprint la deuxième étape de l'Étoile de Bessèges. Il réalise sa meilleure saison avec 27 tops dix, terminant notamment deuxième de la Brussels Cycling Classic et du Tour de Münster, ainsi que troisième de la Flèche côtière. Fin 2016, il quitte l'équipe Wanty avec une dernière victoire sur le Prix national de clôture.
En 2017, il court pour WB-Veranclassic-Aqua Protect et remporte en juillet le Grand Prix de la ville de Pérenchies. Non conservé par celle-ci à l'issue de cette saison, il est engagé par l'équipe continentale Cibel-Cebon, au sein de laquelle il bénéficie d'un contrat professionnel. Il gagne une étape du Circuit des Ardennes international, mais est absent pendant plusieurs mois en raison d'une fracture de la cheville.
En 2019, il court pour l'équipe de deuxième division Corendon-Circus et s'adjuge la 4e étape du Tour d'Antalya. Sa saison 2020 est plus courte en raison de la pandémie de Covid-19. Il remporte tout de même une étape du Tour du Brabant flamand. Il met un terme à sa carrière à l'issue de la saison 2021.

## Vie privée
Il est en couple avec la cycliste néerlandaise Ceylin Alvarado,.

## Palmarès
- 2008[1]
  - 2e de la Flanders-Europe Classic
- 2011
  - Bruxelles-Zepperen
- 2012
  - Course des chats
  - 3e du championnat de Belgique sur route espoirs
  - 6e du championnat d'Europe sur route espoirs
- 2014
  - 3e étape de la Tropicale Amissa Bongo
  - Gooikse Pijl
  - 2e du championnat de Belgique sur route
  - 3e de la Châteauroux Classic de l'Indre
  - 3e de la Flèche côtière
- 2015
  - 2e étape de l'Étoile de Bessèges
  - 2e de la Brussels Cycling Classic
  - 2e du Tour de Münster
  - 3e de la Flèche côtière
- 2016
  - Prix national de clôture
  - 2e du Tour de Münster
- 2017
  - Grand Prix de la ville de Pérenchies
  - 2e du Grand Prix Jean-Pierre Monseré
- 2018
  - 2e étape du Circuit des Ardennes international
  - 3e de Cholet-Pays de la Loire
- 2019
  - 4e étape du Tour d'Antalya
- 2020
  - 2e étape du Tour du Brabant flamand

Podiums
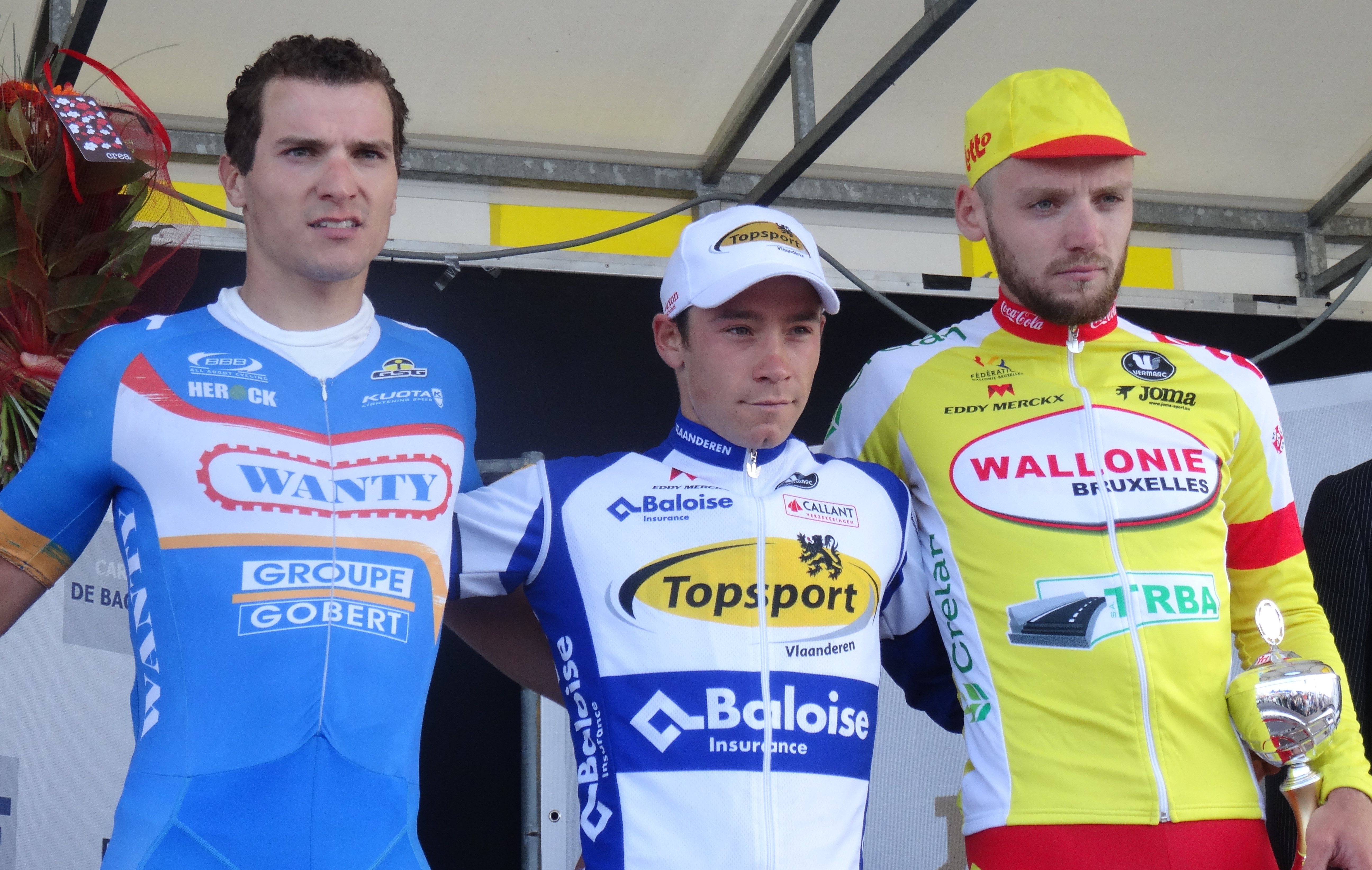
Podium de l'édition 2014 de la Flèche côtière : Roy Jans (3e), Michael Van Staeyen (1er) et Robin Stenuit (2e).
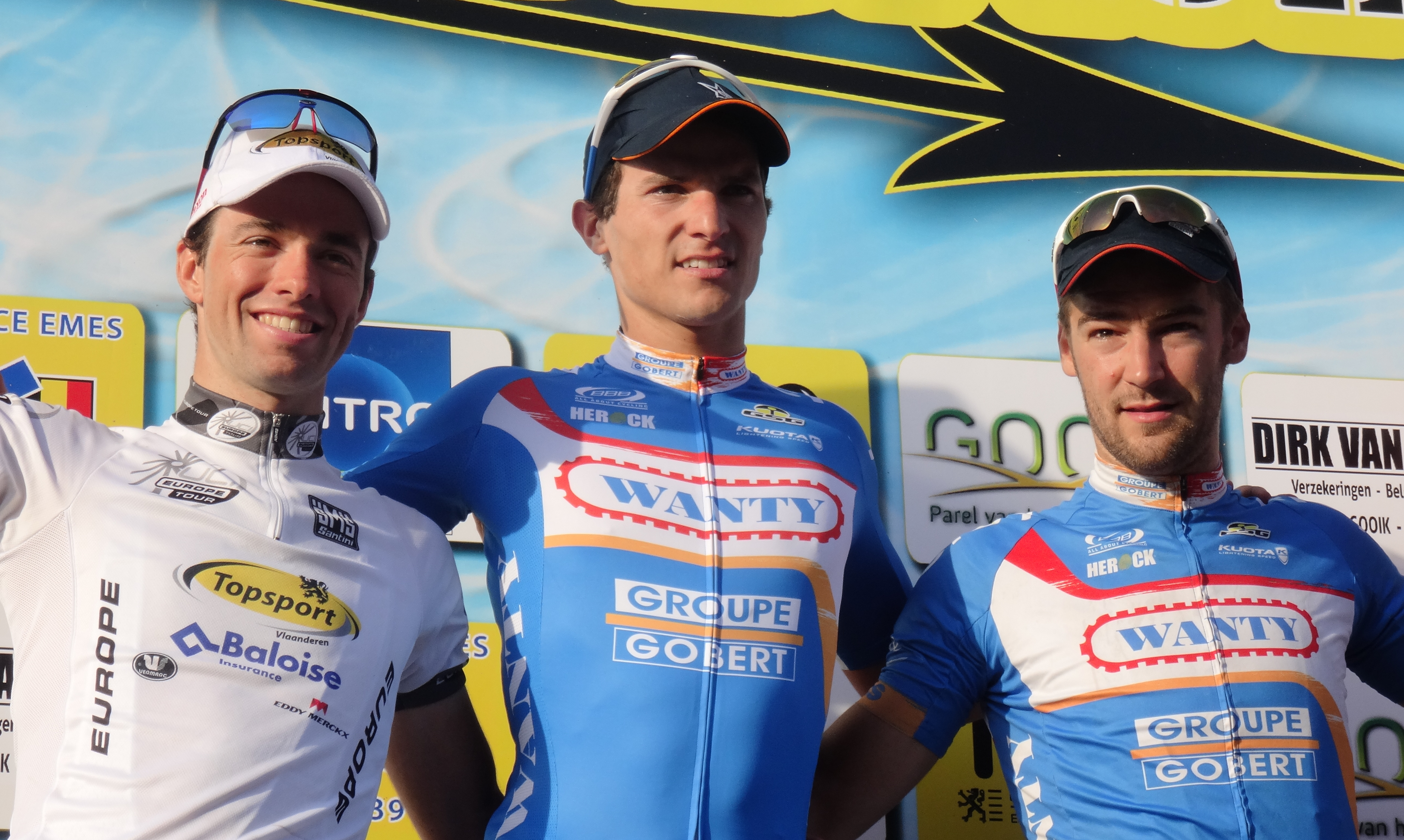
Podium de l'édition 2014 de la Gooikse Pijl : Tom Van Asbroeck (2e), Roy Jans (1er) et Laurens De Vreese (3e).

## Classements mondiaux
| Année                                 | 2011  | 2012 | 2013 | 2014 | 2015 | 2016 | 2017 | 2018 | 2019 |
| ------------------------------------- | ----- | ---- | ---- | ---- | ---- | ---- | ---- | ---- | ---- |
| Classement mondial                    |       |      |      |      |      | 135e | 117e | 231e | 281e |
| UCI Europe Tour                       | 1087e | 135e | 600e | 22e  | 14e  | 39e  | 25e  | 91e  | 228e |
| UCI Asia Tour                         | nc    | nc   | nc   | nc   | nc   | 339e | nc   | nc   |      |
| UCI Africa Tour                       | nc    | nc   | nc   | 44e  | nc   | nc   | nc   | nc   |      |
|                                       |       |      |      |      |      |      |      |      |      |
| Légende : nc = non classéSource : UCI |       |      |      |      |      |      |      |      |      |